# Дивов, Николай Иванович
Николай Иванович Дивов (1752—1812) — русский военачальник, генерал-лейтенант, генерал-провиантмейстер.

## Биография
Родился в 1752 году, сын действительного тайного советника президента Юстиц-коллегии Ивана Ивановича Дивова.
В военную службу был записан в 1766 в Севский пехотный полк. Явившись в строй в 1769 году был произведён в прапорщики.
В 1770 году он с переводом в Низовский пехотный полк получил чины подпоручика и поручика, а в следующем году, будучи назначен капитаном в Апшеронский пехотный полк, принял участие в войне против Турции. В продолжение этого времени находился при взятии Хотина, в сражениях при Ларге и Кагуле, под Бухарестом, Журжей и во многих других битвах.
15 мая 1772 года сражении при деревне Маратине за Дунаем Дивов получил четыре раны саблей и пулями, взят в плен и отвезён в Константинополь, где содержался один год и три месяца в крепости и семь месяцев в Пере (совр. Бейоглу). Несмотря на нахождение в плену Дивову за отличия против турок 22 сентября 1772 года был заочно присвоен чин секунд-майора.
По заключении мира и возвращении из плена Дивов некоторое время находился в отпуску и в 1777 году был определён в лейб-гвардии Семёновский полк капитан-поручиком, в 1780 году произведён в гвардии капитаны, а 21 апреля 1787 года выпущен в армию полковником и через несколько месяцев ему был дан в командование Севский пехотный полк.
25 марта 1791 года Дивов получил чин бригадира и 24 ноября 1794 года — генерал-майора и затем назначен генерал-провиантмейстером, а 26 ноября того же года за беспорочную выслугу 25 лет в офицерских чинах был награждён орденом св. Георгия 4-й степени (№ 1089 по кавалерскому списку Григоровича — Степанова). 3 декабря 1796 года он был назначен шефом Севского мушкетёрского полка и 4 октября 1797 года вышел в отставку с производством в генерал-лейтенанты.
Скончался в феврале 1812 года.
Его братья: Александр (полковник, командир Ревельского пехотного полка), Адриан (тайный советник, сенатор).